# 박용욱
박용욱(朴龍旭, 1983년 12월 6일 ~ )은 대한민국의 전직 스타크래프트 프로게이머이자 게임해설가, 프로게임단 코치이다. Kingdom이라는 아이디를 사용하며, 종족은 프로토스이다. 별명은 악마토스이다.
前 SK텔레콤 T1 소속이며, 온게임넷 해설위원으로 활동하기도 했다. 현재는 실론즈TV에서 SKT 리그 오브 레전드의 캐스터 VJ레나와 함께 해설을 맡고 있다.
2014년 12월부터 2015년 3월까지 홍콩의 리그 오브 레전드 프로게임단인 HKES의 코치로 활동했다가 2015년 4월 2일 HKES의 코치직을 사임을 했다.

## 약력
2001년 5월 웅진 스타즈 (당시 한빛 스타즈)의 창단 멤버로 프로게이머 생활을 시작했다.
2001년 한빛 소프트배 온게임넷 스타리그 이후 1년간의 휴식기를 가지면서 대학 진학 후 2002년 하반기에 다시 프로게이머로 복귀하였다.
2003년 상반기에는 웅진 스타즈 (당시 한빛 스타즈)에서 동양 오리온(현 SK텔레콤 T1)으로 이적했다.
2003 Mycube배 온게임넷 스타리그 결승전에서 강민을 상대로 3:1 첫 우승을 한다.
2008년 1월 SK텔레콤 T1 감독, 코치 등 코칭 스태프 전원 경질과 ‘견관절 재발성 탈구’,‘완관절부 팔목터널 증후군’ 등의 부상으로 인해 플레잉코치로 승격됐다.
어깨 수술 후 프로게이머 활동을 계속할 수 있도록 몸을 만들려 했으나 코칭 스태프 전원 경질로 인해 코치직을 겸하면서 재활에 어려움을 느낀 박용욱은 플레잉코치로 보직 변경하면서 사실상 프로게이머를 은퇴하였다.
2008년 2월 12일 정식으로 프로게이머를 은퇴하고 코치 생활에 전념한다고 밝혔다.
2009년 6월 24일 코치 생활을 마무리하고 8월경부터 온게임넷 해설위원으로 시작했다.
2009년 7월 22일 온게임넷 해설위원으로 박용욱의 라이벌인 강민 당시 해설을 낙점이 됐으며 당시 캐스터인 전용준과 함께 해설을 하게 되었다.
2009년 11월 6일부터 신한은행 프로리그 09-10을 해설을 하고 있다.
2011년 7월 27일부터 신한은행 프로리그 10-11 결승전을 끝으로 해설을 그만두었다.
2011년 8월 25일 공익근무요원으로 육군 훈련소에 입대하여 용산구청에서 2년동안 공익근무요원 생활을 하였다.
2013년 8월 23일에 2년 간의 공익근무요원 생활을 끝나고 공익근무요원으로 대체복무로 용산구청에서 소집해제를 했다.
2014년 12월 8일 홍콩의 리그 오브 레전드 프로게임단 HKES의 코치로 영입되었다.
2015년 3월 25일 HKES의 코치직을 사임을 했다.
2015년 5월 7일 실론즈TV에서 SKT 리그 오브 레전드의 해설로 돌아왔다.

## 수상 경력

#### 선수 시절 경력
메이저 개인리그 우승 1회, 준우승 1회
- 2001년 5월 한빛소프트 스타리그 4강
- 2002년 7월 GhemTV Star 2rd League 8강
- 2002년 8월 제2회 KTF 나지트배 프로게이머 최강전 우승
- 2002년 12월 온게임넷 챌린지리그 3차시즌 우승
- 2002년 12월 Gamei배 주장원전 Final Match 준우승
- 2003년 7월 올림푸스 스타리그 16강
- 2003년 10월 TG삼보 MSL 16강
- 2003년 11월 마이큐브 스타리그 우승 (3:1 강민)
- 2004년 1월 KTF Bigi 프리미어리그 4위
- 2004년 3월 NHN Hangame 스타리그 16강
- 2004년 8월 SPRIS MSL 2004 준우승 (2:3 최연성)
- 2004년 7월 질레트 스타리그 8강
- 2004년 11월 NHN 당신은골프왕 MSL 8강
- 2004년 11월 EVER 스타리그 2004 16강
- 2005년 6월 우주닷컴 MSL 16강
- 2005년 7월 EVER 스타리그 2005 16강
- 2006년 2월 스카이 프로리그 2005 통합 챔피언전 MVP
- 2006년 7월 프링글스 MSL 시즌1 4강
- 2006년 8월 WEF 2006 스타크래프트 부문 3위
- 2006년 10월 프링글스 MSL 시즌2 8강
- 2007년 3월 2006 대한민국 e스포츠대상 명승부 베스트 3
- 2009년 e스타즈 서울 2009 스타크래프트 헤리티지 출전
- 2012년 9월 e스포츠 명예의 전당 헌액

#### 코치 경력
- 2008년 7월 신한은행 프로리그 2008 2위
- 2008년 8월 경남-STX컵 마스터즈 2008 3위
- 2009년 3월 신한은행 위너스리그 08-09 4위